# RBU-12000

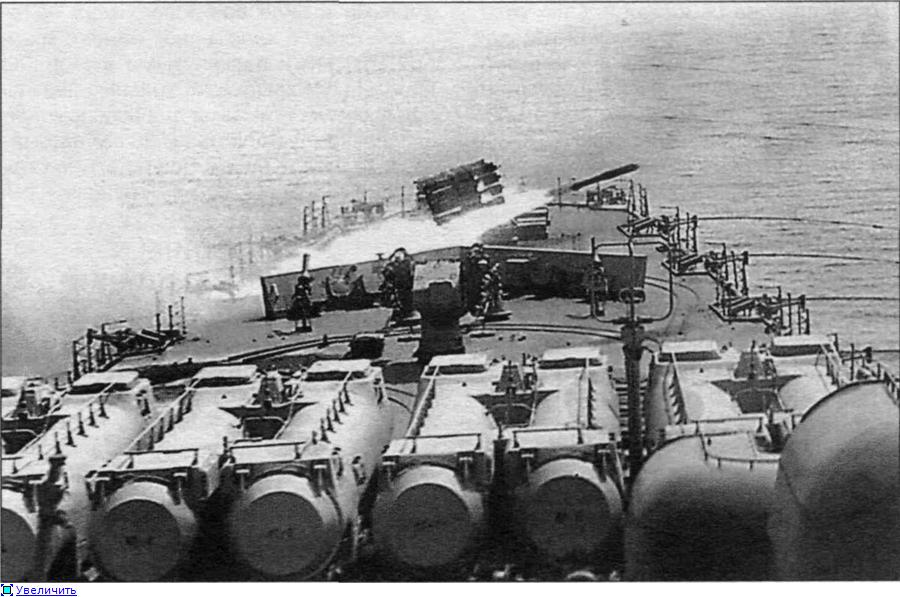
RBU-12000 auf der Baku

RBU-12000 (für russisch Реактивная бомбометная установка Reaktiwnaja bombometnaja ustonowka, wörtlich „Reaktive Bombenwerfer-Anlage“) ist ein russischer Wasserbombenwerfer, der ab 1980 als Ersatz und Ergänzung für die Werfer RBU-1000 und RBU-6000 entwickelt wurde. Die russische Bezeichnung lautet KT-153E. Bei der Vergabe des NATO-Codenamens RBU-12000, unter dem der Werfer in der Fachliteratur geführt wird, orientierte man sich jedoch an den vergleichbaren älteren Waffensystemen, die bis dahin einheitlich mit der Abkürzung RBU und ihrer effektiven Reichweite benannt wurden.

## Beschreibung
Das Waffensystem wurde ab 1980 als Ersatz und Ergänzung der älteren Typen RBU-1000 und RBU-6000 entwickelt. Im Gegensatz zu den älteren Systemen liegt der Hauptverwendungszweck des Systems nicht in der U-Jagd, sondern in der Torpedoabwehr.
Beim RBU-12000 sind zehn Werferrohre im Kaliber 300 mm an einem Werfer angebracht. Es können sowohl Wasserbomben, akustische Täuschkörper als auch Minen verschossen werden. Gemäß Hersteller liegt die Treffererwartung bei der Bekämpfung von Torpedos bei 76 bis 90 %. Das Nachladen erfolgt automatisch aus einem Munitionsmagazin, welches sich üblicherweise unter Deck direkt unter dem Werfer befindet. Je nach Schiffstyp enthält das Magazin 21 bis 41 Raketen.
Zur Zielerfassung und Verfolgung benutzt das System das schiffseigene Sonar. Ab Beginn der Zielerfassung bis zum Abfeuern der Raketen werden nicht länger als 15 Sekunden benötigt.
Das gesamte Waffensystem inklusive Feuerleitelektronik und periphere Komponenten wird im Russischen als Udaw-1 (russisch Удав-1, wörtlich etwa „Boa-1“) bezeichnet. Weiterhin existiert eine Version Udaw-1M, die sich neben einem leicht modifizierten Werfer vor allem durch die verwendeten Geschosstypen unterscheidet.

## Technische Daten

### Raketenwerfer
- Werfertyp: KT-153E (Udaw-1) bzw. KT-153M (Udaw-1M)
- Kaliber 300 mm
- Gewicht (leer): 6200 kg
- Gewicht inklusive Magazin: 14.700 kg (leer)
- Munitionsvorrat: 21 bis 41 Raketen

### Geschosse
| System:             | Udav-1         | Udav-1                      | Udav-1                  | Udav-1M                 | Udav-1M                              |
| ------------------- | -------------- | --------------------------- | ----------------------- | ----------------------- | ------------------------------------ |
| Geschosstyp:        | 111SG          | 111SZ                       | 111SO                   | 111SO2                  | 111CZG                               |
| Verwendungszweck:   | Wasserbombe    | Mine mit akustischem Zünder | akustische Täuschkörper | akustische Täuschkörper | als Wasserbombe oder Mine verwendbar |
| Gewicht Sprengkopf: | 120,5 kg       | 80 kg                       | keiner                  | keiner                  | 80 kg                                |
| Gewicht Geschoss:   | 250 kg         | 230 kg                      | 196 kg                  | 201 kg                  | 232 kg                               |
| Kaliber:            | 300 mm         | 300 mm                      | 300 mm                  | 300 mm                  | 300 mm                               |
| Länge:              | 2200 mm        | 2200 mm                     | 2200 mm                 | 2200 mm                 | 2200 mm                              |
| Reichweite:         | 100 bis 3000 m | 100 bis 3000 m              | 100 bis 3000 m          | 100 bis 3000 m          | 100 bis 3000 m                       |
| Tiefe:              | bis zu 600 m   | bis zu 600 m                | bis zu 600 m            | bis zu 600 m            | bis zu 600 m                         |

## Schiffe
Folgende Schiffsklassen sind oder waren mit dem RBU-12000-Werfersystem ausgestattet:
- 1143M Kiew-Klasse
- 1143.5 Admiral-Kusnezow-Klasse
- 1144 Kirow-Klasse
- 1155.1 Udaloy-II-Klasse

## Andere russische Wasserbombenwerfer
- RBU-1000
- RBU-1200
- RBU-2500
- RBU-6000